# Prinsessan Azza av Irak
Prinsessan Azza av Irak, död 1960, var en irakisk prinsessa. Hon var dotter till kung Faisal I av Irak och drottning Huzaima bint Nasser, och syster till kung Ghazi av Irak.
Prinsessan Azza rymde under ett besök i Grekland med Anastassios Haralambides, en anställd på hotellet där hon bodde, gifte sig med honom och konverterade till den grekisk-ortodoxa tron under namnet Anastasia. Hon fick också italienskt medborgarskap, då hennes make hade italienskt medborgarskap. Paret fick inga barn. Hon separerade från sin make 1939, och bosatte sig i Italien, där hon fick ett underhåll från italienska staten. Hon tog ut skilsmässa i Rom 1943. Efter andra världskriget avskaffades monarkin i Italien, och hon förlorade sitt underhåll. Hon försonades med sin familj 1945, och bosatte sig sedan i Jerusalem. 